# Tomáš Porubský
Tomáš Porubský německy Tomas Porubský (2. září 1914 Bratislava – 19. června 1973) byl český fotbalista německé národnosti, reprezentant Československa.

## Sportovní kariéra
Za československou reprezentaci odehrál 23. května 1937 utkání s Itálií, které skončilo prohrou 0:1. Hrál za SK Baťa Zlín, Teplitzer FK a Moravskou Slavii Brno. Hrával v záloze. V letech 1939–1943 odehrál 14 utkání za slovenskou reprezentaci a působil v klubech ŠK Bratislava (dobový název Slovanu) a ŠK ASO Bratislava. Se Slovanem získal tři tituly (1939/40, 1940/41 a 1941/42).